# Ґрондзьке (Вармінсько-Мазурське воєводство)
Ґрондзьке (пол. Grądzkie, нім. Grondzken, 1938-45: Funken) — село в Польщі, у гміні Видміни Гіжицького повіту Вармінсько-Мазурського воєводства.
Населення — 166 осіб (2011).
У 1975-1998 роках село належало до Сувальського воєводства.

## Демографія
Демографічна структура станом на 31 березня 2011 року:
|          | Загалом | Допрацездатний вік | Працездатний вік | Постпрацездатний вік |
| -------- | ------- | ------------------ | ---------------- | -------------------- |
| Чоловіки | 85      | 23                 | 54               | 8                    |
| Жінки    | 81      | 14                 | 46               | 21                   |
| Разом    | 166     | 37                 | 100              | 29                   |